# Glažutska Planina
Il monte Glažutska Planina con 1.257 m s.l.m. è una montagna delle Pohorje nelle Prealpi Slovene nord-orientali. Si trova nella regione della Savinjska in Slovenia nel comune di Vitanje.